# ۴۵۲ (میلادی)
۴۵۲ (میلادی) چهارصد و پنجاه و دومین سال تقویم میلادی است.

## درگذشتگان
‎